# NGC 4127
NGC 4127 في الفهرس العام الجديد، هي مجرة، تقع في كوكبة الزرافة. اكتشفت في 12 ديسمبر 1797 بواسطة ويليام هيرشل.

## روابط خارجية
- NGC 4127 على موقع ويكي سكاي: DSS2, SDSS, GALEX, IRAS, Hydrogen α, X-Ray, Astrophoto, Sky Map, Articles and images